# Hull City Association Football Club
L'Hull City Association Football Club, noto anche come Hull City AFC o più semplicemente Hull City, è una società calcistica inglese della città di Kingston upon Hull, nota più semplicemente come Hull, nella contea dell'East Riding of Yorkshire. Milita in Football League Championship, la seconda divisione del campionato inglese.
L'Hull City raggiunse per la prima volta la promozione in Premier League, la massima divisione inglese, al termine della stagione agonistica 2007-2008, battendo il Bristol City a Wembley nella finale dei play-off di seconda serie. Nel 2013-2014 l'Hull ha ottenuto il miglior piazzamento in massima serie, il 16º posto, nell'anno in cui raggiunse anche la finale di FA Cup, persa contro l'Arsenal per 3-2 dopo essersi trovato in vantaggio di due reti.
La squadra gioca al MKM Stadium dal 2002, mentre per 56 stagioni aveva giocato al Boothferry Park. Scende in campo in tenuta ambra-nera, da cui il soprannome Tigers ("Tigri").

## Storia

### Fondazione e primi anni
L'Hull City Association Football Club fu fondato nel 1904; i precedenti tentativi di fondare una squadra di calcio erano risultati abbastanza difficili a causa del maggior rilievo che avevano le squadre di rugby della città come l'Hull F.C. e l'Hull Kingston Rovers. La prima partita in assoluto fu un'amichevole pareggiata 2-2 con il Notts County davanti a 6000 spettatori, mentre la prima partita ufficiale fu un pareggio per 3-3 con lo Stockton nel turno preliminare di FA Cup, che non superò a causa della sconfitta per 4-1 nel replay. Queste prime partite furono disputate nello stadio dell'Hull F.C. chiamato "the Boulevard". Dopo aver giocato altre 44 amichevoli l'Hull City viene finalmente ammesso al campionato di Second Division per la stagione 1905-1906, nel quale militavano come il Manchester United e il Chelsea oltre le squadre rivali con sede nello Yorkshire come il Barnsley, il Bradford City e il Leeds Utd. L'Hull venne sconfitto per 4-1 dal Barnsley nella prima partita di campionato e, terminò al 5° posto la stagione.
L'anno successivo venne costruito un nuovo campo vicino al campo da cricket. Durante la gestione di Ambrose Langley l'Hull City riuscì a finire costantemente nella parte sinistra della classifica, arrivando vicino alla promozione in First Division nella stagione 1909-1910 con il terzo posto nella Second Division (a causa di un quoziente reti lievemente inferiore al secondo classificato). L'Hull riesce regolarmente a terminare le stagioni in ottime posizioni fino allo scoppio della prima guerra mondiale, ma dopo la guerra in sette stagioni su undici termina nella parte bassa della classifica, concludendo con la retrocessione in Third Division nel 1930, anno in cui però riuscì a raggiungere la semifinale di FA Cup, riuscendo a battere i campioni della Third e Second Division: Plymouth Argyle e Blackpool, eliminando successivamente il Manchester City e nel replay per 1-0 al St James Park il Newcastle United. La semifinale contro l'Arsenal ha avuto luogo presso l'Elland Road di Leeds, la partita terminò 2-2 portando ad un replay a Birmingham nella quale l'Arsenal vinse 1-0.

### Metà del XX secolo
Dopo la Seconda Guerra Mondiale il club si trasferì in un nuovo campo, Boothferry Park. Nella stagione 1948-1949 guidato dall'ex nazionale inglese Raich Carter, l'Hull vinse il campionato di North Third Division. In seguito iniziò un saliscendi tra la Third e la Second Division
L'Hull City ha disputato vari campionati di Third Division e di Fourth Division ottenendo la promozione nel 1959 e 1966. L'Hull divenne anche la prima squadra nel mondo ad uscire in una competizione di coppa ai rigori nella semifinale di Watney Cup il 1º agosto 1970 contro il Manchester United. Nei primi anni '80 L'Hull militava in Fourth Division con gravi problemi economici che portarono ad un'amministrazione controllata.
Don Robinson divenne il presidente che assunse come manager Colin Appleton che nel 1983 ottenne la promozione con una squadra giovane nella quale militavano giocatori del calibro di Brian Marwood (futuro coach dell'Inghilterra), Steve McClaren, il centravanti Billy Whitehurst e il prolifico cannoniere Les Mutrie. Quando l'Hull City la stagione successiva mancò l'obiettivo stagionale, cioè la promozione, Appleton se ne andò per allenare lo Swansea City.

### Declino negli ultimi anni del XX secolo
L'Hull raggiunse la Second Division nella stagione 1984-1985 con il giocatore-manager Bryan Horton, riuscendo a rimanere in questa serie per 6 anni retrocedendo in Third Division nella stagione 1990-1991, quando il manager del club era Terry Dolan. Nella stagione 1991-1992 l'Hull finì al 14º posto, il che significava che avrebbe disputato la stagione successiva la nuova Second Division. Nella prima stagione della nuova seconda serie l'Hull ha evitato un'altra retrocessione e nelle due stagioni successive dando fiducia al tecnico Dolan riuscì ad ottenere due piazzamenti a metà classifica. Difficoltà finanziarie ostacolano il progresso della squadra costringendola a cedere due giocatori chiave come Alan Fettis e Dean Windass per evitare gli ordini di liquidazione. Nella stagione 1995-1996 la squadra retrocedette in Third Division.
Nel 1997 il club è stato acquistato dall'ex tennista David Lloyd, che ha licenziato Dolan come manager e lo ha rimpiazzato con Mark Hateley però ottenendo soltanto un 17º posto, rischiando la retrocessione in Football Conference. Nel novembre del 1998 Lloyd ha venduto il club ad una cordata dello Yorkshire mantenendo però la proprietà di Boothferry Park. Hateley venne sostituito dal giocatore veterano Warren Joyce, che ha guidato il club ad una tranquilla salvezza. Nonostante la salvezza Joyce venne sostituito nell'aprile 2000 da Brian Little.
Nonostante i gravi problemi finanziari e di fronte alla possibilità di liquidazione, l'Hull riesce a qualificarsi per i play-off della Third Division nel 2000-2001 perdendo in semifinale contro il Leyton Orient. Intanto il club venne acquistato da Adam Pearson alleviando la precaria situazione finanziaria del club.

### Gli anni duemila
Il nuovo presidente iniettò fondi nel club, permettendo a Little di ricostruire la squadra. L'Hull nella stagione 2001-2002 occupò la zona play-off per gran parte della stagione ma due mesi prima della fine del campionato la squadra scivolò all'11º posto e così Little venne sostituito da Jan Mølby.
L'Hull iniziò la stagione 2002-2003 con una serie di sconfitte così Mølby è stato licenziato nel mese di ottobre, con l'Hull che si trovava in quintultima posizione. Peter Taylor viene nominato come nuovo allenatore mentre appena dopo 2 mesi dalla sua nomina l'Hull si trasferisce al nuovo KC Stadium con una capienza di 25.400 posti dopo 56 anni di Boothferry Park. Alla fine della stagione l'Hull termina 13°.

Il grafico mostra l'andamento del campionato dalla stagione 1904-05 ad oggi.

Nel 2003-2004 l'Hull ottiene la promozione in League One e nella stagione successiva ottiene un'altra promozione in Football League Championship, la serie cadetta inglese. Nella stagione 2005-2006 l'Hull chiude il campionato 18° a 10 punti dalla terzultima e la loro posizione in campionato più alta da 16 anni.
Tuttavia, Taylor ha lasciato il club per diventare l'allenatore del Crystal Palace e viene nominato suo sostituto Phil Parkinson, ma è stato licenziato il 4 dicembre 2006 con la squadra in zona retrocessione, nonostante fossero stati spesi oltre 2 milioni di sterline durante il calciomercato estivo, Phil Brown viene assunto e riesce a portare la squadra al 21º posto ottenendo la salvezza. Nel giugno 2007 Adam Pearson ha ceduto il club ad una cordata guidata da Paul Duffen.
Nella stagione 2007-2008, trascinato dalle 15 reti del giovane attaccante Fraizer Campbell (in prestito dal Manchester Utd), il club è giunto terzo nella stagione regolare e, superando il Watford nella semifinale dei play-off, ha conquistato l'accesso allo spareggio promozione contro il Bristol City. A Wembley il 24 maggio 2008 ha vinto per 1-0 grazie a Dean Windass ed ha avuto accesso per la prima volta nella sua storia in Premier League.
Nella nuova serie, dopo una prima parte di campionato che l'ha vista sorprendentemente tra le protagoniste dell'alta classifica (pari merito con il Liverpool e il Chelsea e davanti a squadre più blasonate come il Manchester United e l'Arsenal), la squadra ha progressivamente perso terreno, ridimensionando le proprie ambizioni e riuscendo a trovare solo in extremis la salvezza. L'anno successivo ha lottato per salvarsi per tutta la stagione e, in seguito ai risultati negativi, ha licenziato Phil Brown rimpiazzandolo con Iain Dowie. Ad una giornata dalla fine è retrocessa. Nello stesso periodo sono emersi dettagli preoccupanti sulla situazione economica del club, che si è caricato di un monte stipendi troppo alto e quindi pesantemente indebitato.
Al termine della Premier League 2009-2010 il club ritornò in Championship, classificandosi al penultimo posto con 30 punti.
Ritornato nella seconda serie inglese, la squadra non disputò stagioni esaltatanti, terminate all'undicesimo e ottavo posto.
Finalmente nel 2012-2013 l'Hull ritornò competitivo, issandosi in vetta sin dalle prime giornate e 
il 4 maggio 2013, grazie al pareggio casalingo per 2-2 contro il Cardiff City, le tigri tornano in Premier League dopo 3 anni di assenza.
Il 13 aprile 2014 la vittoria per 5-3 contro lo Sheffield United a Wembley nella semifinale di FA Cup permette all'Hull City di raggiungere per la prima volta nella sua storia la finale della coppa e la qualificazione all'UEFA Europa League. Tuttavia, il 17 maggio seguente, vengono sconfitti nell'ultimo atto dall'Arsenal per 3-2, dopo che erano andati in vantaggio di due reti.
Il 31 luglio 2014 l'Hull ha fatto il suo debutto in una competizione europea, nel terzo turno preliminare di Europa League, pareggiando per 0-0 contro gli slovacchi dell'FK AS Trenčín, prima di vincere il ritorno con un 2-1. Nel secondo turno dei play-off affrontano la squadra belga del Lokeren, perdendo all'andata per 1-0 (errore del portiere Allan McGregor) e vincendo al ritorno per 2-1, ma venendo eliminati per la regola dei gol segnati in trasferta. In campionato i Tigers chiudono al terzultimo posto, retrocedendo in Championship dopo due anni in Premier League.
Tornato in Championship, l'Hull City si è classificato quarto in campionato e prende parte ai playoff. Battendo al Wembley Stadium per 1-0 lo Sheffield Wednesday con un gol di Mohamed Diamé, il club è tornato in Premier League dopo solo un anno di assenza.
Al ritorno in massima serie, il club riscontra gravi problemi societari, infatti l’allenatore Steve Bruce rassegnerà le dimissioni dopo un litigio con i proprietari. L'Hull disputa il ritiro con soli 13 giocatori e senza un allenatore, ma incredibilmente, alla prima giornata, le Tigri battono i campioni in carica del Leicester City per 2-1 con Mike Phelan allenatore.
L'Hull City è protagonista di un sorprendente avvio, con 7 punti nelle prime 3 gare vincendo contro lo Swansea City e pareggiando contro il Burnley, ne conseguirà una crisi con 7 sconfitte consecutive, concludendo il girone d'andata con soli 13 punti conquistati.
A gennaio, nel disperato tentativo di salvarsi, viene esonerato Phelan e assunto Marco Silva, vengono operati colpi di mercato, ossia Andrea Ranocchia, Kamil Grosicki, Omar Elabdellaoui e Baye Oumar Niasse ma vengono ceduti Robert Snodgrass e Jake Livermore. La squadra rialza la testa, disputando un girone di ritorno dignitoso, conquistando 21 punti, che però non bastano dato che il club chiude terzultimo a 34 punti, ritornando dopo solo una stagione in Championship.
La stagione 2019-2020 comincia con un ritmo altalenante e prosegue fino alla metà del campionato; nella seconda parte a causa della partenza delle due stelle Jarrod Bowen e Kamil Grosicki, il club subisce un'importante involuzione che lo porta ad ottenere soltanto 2 vittorie e 3 pareggi nelle ultime 20 partite. La disastrosa annata culmina con l'8-0 subito il 14 luglio in casa del Wigan (altra squadra in lotta per la salvezza), risultato entrato nella storia per essere la prima partita della storia del calcio inglese che ha visto il primo tempo terminare con una squadra in vantaggio di 7 reti sull'altra (7-0 il primo parziale, 8-0 il finale). All'ultima giornata il club è retrocesso in League One.
Tuttavia il ritorno in Championship è immediato; infatti i "Tigers" si assicurano il salto di categoria con due giornate di anticipo, vincendo la League One 55 anni dopo l'ultima volta. Il 19 Gennaio 2022 l'Hull City viene rilevato dalla società turca Acun Meyda Group, nella figura del businessman turco Acun Ilicali.

## Strutture

### Stadio

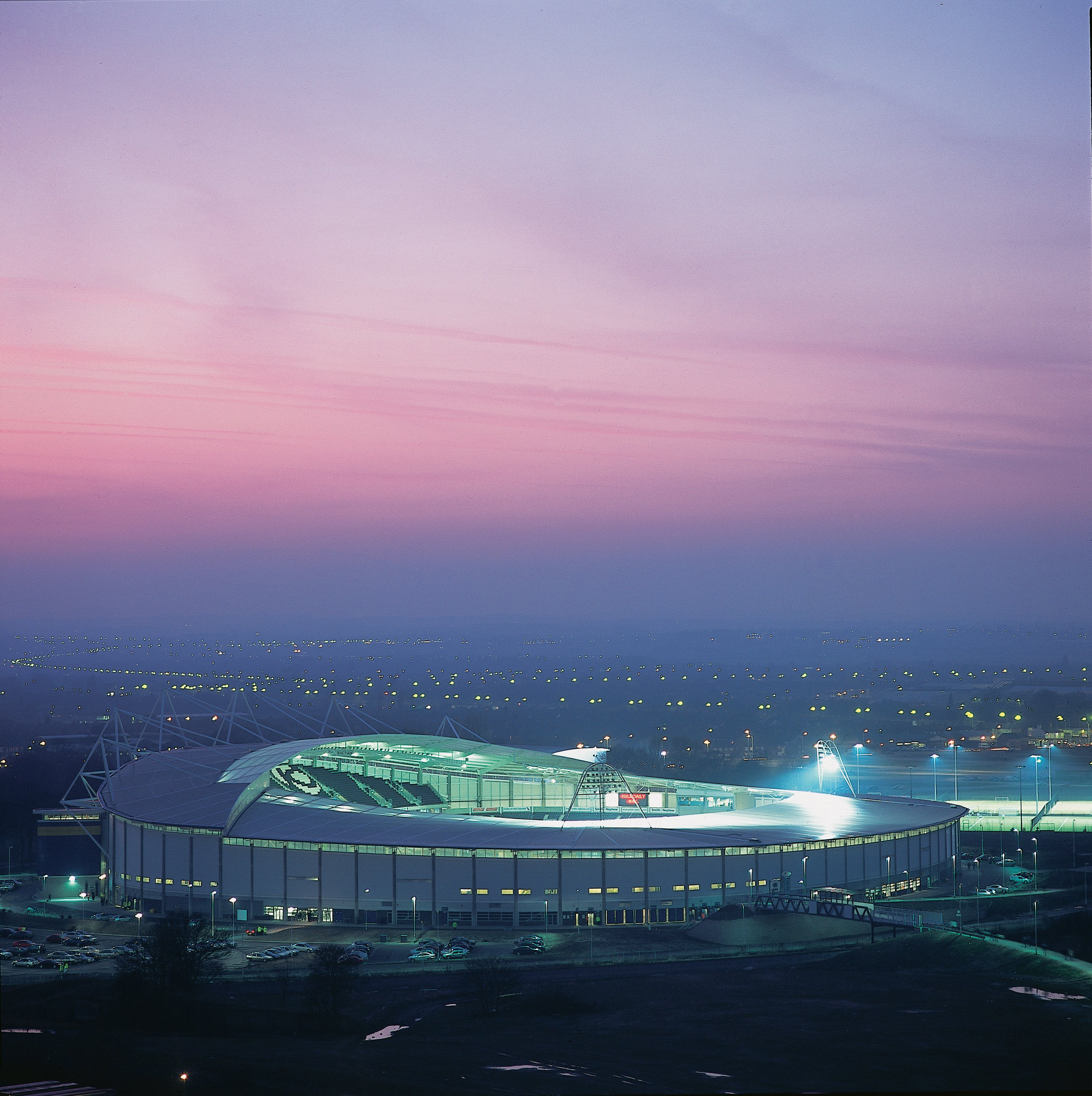
Visione notturna del KC Stadium.

Tra il 1904 ed il 1905, l'Hull City giocò al "The Boulevard". Poi l'Hull costruì un suo stadio di proprietà, l'Anlaby Road, che fu aperto nel 1906. Successivamente negoziarono per un terreno tra Boothferry Road e North Road nel 1929, che fu finanziato dalla FA con un prestito da £3 000.
Durante la Seconda Guerra Mondiale, l'Anlaby Road fu danneggiato dai Blitz, che costarono alla regione, costi di riparazione che ammontarono a £1 000. L'Hull fu costretto a tornare al Boulevard Ground dal 1944 al 1945 a causa della distruzione dell'Anlaby Road da parte dei bombardamenti tedeschi, e le scarse condizioni del terreno di Boothferry Road.
L'Hull proseguì con la costruzione dello stadio sulla Boothferry Road ed il piano fu commissionato. I lavori non cominciarono prima del 1932 a causa di problemi finanziari, la società decise di continuare lo sviluppo dello stadio, e i lavori ricominciarono nel 1939. Stadio che fu poi aperto col nome di "Boothferry Park" il 31 agosto 1946. Il record di presenze fu di 55.019 spettatori, nella partita contro il Manchester United F.C. giocata al Boothferry Park nel 1949.
Lo stadio dell'Hull City oggi è il MKM Stadium, precedentemente conosciuto come KC (2002-2016) o KCOM (2016-2021) uno dei più moderni stadi di tutta l'Inghilterra. Inaugurato nel 2002 il MKM, ha come beneficiari la squadra di calcio di Kingston upon Hull, per l'appunto l'Hull City, e la squadra locale di rugby, l'Hull FC.
Ha una capacità di posti a sedere di 25.404, nell'ottobre 2008, per la visita del Chelsea i tifosi ambra-neri furono ben 24.906, il record della squadra e dello stadio stesso.

## Allenatori
- James Ramster (1904 - 1905)
- Ambrose Langley (1905 - 1913)
- Harry Chapman (1913 – 1914)
- Fred Stringer (1914 – 1916)
- David Menzies (1916 – 1921)
- Percy Lewis (1921 – 1923)
- Billy McCracken (1923 – 1931)
- Haydn Green (1931 – 1934)
- Jack Hill (1934 – 1936)
- David Menzies (1936 – 1936)
- Ernest Blackburn (1936 – 1946)
- Frank Buckley (1946 – 1948)
- Raich Carter (1948 – 1951)
- Bob Jackson (1952 – 1955)
- Bob Brocklebank (1955– 1961)
- Cliff Britton (1961 – 1969)
- Terry Neill (1970 – 1974)
- John Kaye (1974 – 1977)
- Bobby Collins (1977 – 1978)
- Ken Houghton (1978 – 1979)
- Mike Smith (1979 – 1982)
- Bobby Brown (1982)
- Colin Appleton (1982 – 1984)
- Brian Horton (1984 – 1988)
- Eddie Gray (1988 – 1989)
- Colin Appleton (1989)
- Stan Ternent (1989 – 1991)
- Terry Dolan (1991 – 1997)
- Mark Hateley (1997 – 1998)
- Warren Joyce (1998 – 2000)
- Billy Russell (2000)
- Brian Little (2000 – 2002)
- Billy Russell (2002)
- Jan Mølby (2002)
- Billy Russell (2002)
- Peter John Taylor (2002 – 2006)
- Phil Parkinson (2006)
- Phil Brown (2006 – 2010)
- Iain Dowie (2010)
- Nigel Pearson (2010)
- Nick Barmby (2011 – 2012)
- Steve Bruce (2012 –2016)
- Mike Phelan (2016 – 2017)
- Marco Silva (2017)
- Leonid Sluckij (2017)
- Nigel Adkins (2017- 2019)
- Grant McCann (2019- 2022)
- Shota Arveladze (2022-2022)
- Andy Dawson (2022- 2022) (Ad interim)
- Liam Rosenior (2022- 2024)
- Tim Walter (2024- 2024))
- Rubén Sellés (2024-))

† Consulente Tecnico Temporaneo

## Calciatori

### Giocatore dell'Hull City dell'anno
| Anno      | Vincitore             |
| --------- | --------------------- |
| 2000-2001 | Ian Goodison          |
| 2001-2002 | Gary Alexander        |
| 2002-2003 | Stuart Elliott        |
| 2003-2004 | Damien Delaney        |
| 2004-2005 | Stuart Elliott        |
| 2005-2006 | Boaz Myhill           |
| 2006-2007 | Andy Dawson           |
| 2007-2008 | Michael Thomas Turner |
| 2008-2009 | Michael Thomas Turner |
| 2009-2010 | Stephen Hunt          |
| 2010-2011 | Anthony Gerrard       |
| 2011-2012 | Robert Koren          |
| 2012-2013 | Ahmed Al-Muhammadi    |
| 2013-2014 | Curtis Davies         |
| 2014-2015 | Michael Dawson        |
| 2015-2016 | Abel Hernández        |
| 2016-2017 | Sam Clucas            |
| 2017-2018 | Allan McGregor        |
| 2018-2019 | Jarrod Bowen          |
| 2020-2021 | George Honeyman       |
| 2021-2022 | Keane Lewis-Potter    |
| 2022-2023 | Alfie Jones           |
| 2023-2024 | Jacob Greaves         |

## Palmarès

### Competizioni nazionali
- Football League One: 1

2020-2021
- Third Division: 1

1965-1966
- Third Division North: 2

1932-1933, 1948-1949

## Statistiche e record

### Partecipazione ai campionati
Alla stagione 2025-2026 l'Hull City ha ottenuto le seguenti partecipazioni ai campionati nazionali inglesi:
| Livello | Categoria                    | Partecipazioni | Debutto   | Ultima stagione | Totale |
| ------- | ---------------------------- | -------------- | --------- | --------------- | ------ |
| 1º      | Premier League               | 5              | 2008-2009 | 2016-2017       | 5      |
| 2º      | Second Division              | 50             | 1905-1906 | 1990-1991       | 65     |
| 2º      | Football League Championship | 15             | 2005-2006 | 2025-2026       | 65     |
| 3º      | Third Division               | 24             | 1973-1974 | 1991-1992       | 28     |
| 3º      | Second Division              | 4              | 1992-1993 | 1996-1996       | 28     |
| 3º      | Football League One          | 2              | 2004-2005 | 2020-2021       | 28     |
| 4º      | Fourth Division              | 2              | 1981-1982 | 1982-1983       | 10     |
| 4º      | Third Division               | 8              | 1996-1997 | 2003-2004       | 10     |

### Partecipazioni nelle competizioni UEFA
Tabella aggiornata alla stagione 2022-2023.
| Competizione       | Trofeo | Debutto   | Ultima stagione | Miglior risultato | Partecipazioni | G | V | N | P | RF | RS |
| ------------------ | ------ | --------- | --------------- | ----------------- | -------------- | - | - | - | - | -- | -- |
| UEFA Europa League |        | 2014-2015 | 2014-2015       | Play-off          | 1              | 4 | 2 | 1 | 1 | 4  | 3  |

### Record individuali
| Primato di reti - 193 Chris Chilton - 173 Ken Wagstaff - 101 Paddy Mills - 98 John Smith - 86 Keith Edwards | Primato di presenze - 520 Andy Davidson - 430 George Maddison - 415 Chris Chilton - 403 Billy Bly - 393 Matt Bell |

Giocatore più giovane al debutto
Matthew Edeson, 16 anni e 63 giorni - Hull City vs. Fulham FC - 10 ottobre, 1992.
Miglior Vittoria
11 - 1 vs. Carlisle United, Division 3, 14 gennaio, 1939
Peggior Sconfitta
0 - 8 vs. Wolverhampton Wanderers, Division 2, 4 novembre, 1911

## Tifoseria
Come accordato a tavolino nel 2003, i tifosi del Hull City si considerano i principali rivali del Leeds United, ma ciò non è reciproco. Le ragioni che portarono a ciò furono che una gran parte dei tifosi del Leeds vivevano nella zona di Hull, ed in quel periodo il Leeds giocava in serie più alte rispetto al Hull City. Questa rivalità che si è incrementata negli ultimi anni con il ritorno in Championship del Hull, ed è stata confermata da un sondaggio condotto fra i tifosi nel 2019.
Altri rivali includono vicini di zona di Humber e sono lo Scunthorpe United e il Grimsby Town. Con la promozione dello Scunthorpe dalla League One, la stagione 2007-08 della Championship vide il ritorno dell'Humber Derby.
I club con cui le Tigri hanno una rivalità storica sono: lo Sheffield United, rivalità degli anni '70 e anni '80. Nel 1984 lo Sheffield United guadagnò la promozione a discapito del Hull City grazie ad un solo goal di scarto in classifica, dando ancor più credibilità a questa rivalità del Sud-Est dello Yorkshire.
Per motivi geografici anche il Goole AFC è classificato come rivale.
Lincoln City e York City hanno nominato le Tigri come loro rivali.

## Organico

### Rosa 2025-2026
Rosa aggiornata al 5 agosto 2025.
| N. |                        | Ruolo | Calciatore             |
| -- | ---------------------- | ----- | ---------------------- |
| 1  | Croazia (bandiera)     | P     | Ivor Pandur            |
| 2  | Inghilterra (bandiera) | D     | Lewie Coyle (capitano) |
| 4  | Inghilterra (bandiera) | D     | Charlie Hughes         |
| 5  | Inghilterra (bandiera) | D     | Alfie Jones            |
| 6  | Irlanda (bandiera)     | D     | Sean McLoughlin        |
| 7  | Canada (bandiera)      | A     | Liam Millar            |
| 11 | Turchia (bandiera)     | C     | Doğukan Sinik          |
| 12 | Italia (bandiera)      | A     | João Pedro             |
| 14 | Irlanda (bandiera)     | C     | Harry Vaughan          |
| 15 | Irlanda (bandiera)     | D     | John Egan              |
| 16 | Brasile (bandiera)     | C     | Lincoln                |
| 17 | Inghilterra (bandiera) | D     | Finley Burns           |
| 18 | Inghilterra (bandiera) | D     | Cody Drameh            |
| 20 | Colombia (bandiera)    | C     | Gustavo Puerta         |
| 22 | Inghilterra (bandiera) | A     | Louie Barry            |

| N. |                        | Ruolo | Calciatore          |
| -- | ---------------------- | ----- | ------------------- |
| 23 | Inghilterra (bandiera) | D     | Akin Famewo         |
| 24 | Inghilterra (bandiera) | C     | Matt Crooks         |
| 25 | Ecuador (bandiera)     | C     | Óscar Zambrano      |
| 27 | Inghilterra (bandiera) | C     | Regan Slater        |
| 28 | Scozia (bandiera)      | A     | Kyle Joseph         |
| 29 | Inghilterra (bandiera) | D     | Matty Jacob         |
| 30 | Inghilterra (bandiera) | A     | Joe Gelhardt        |
| 32 | Francia (bandiera)     | P     | Thimothée Lo-Tutala |
| 33 | Algeria (bandiera)     | A     | Bachir Belloumi     |
| 34 | Inghilterra (bandiera) | P     | Harvey Cartwright   |
| 36 | Belgio (bandiera)      | C     | Eliot Matazo        |
| 37 | Marocco (bandiera)     | C     | Nordin Amrabat      |
| 44 | Inghilterra (bandiera) | A     | Abu Kamara          |
| 45 | Giamaica (bandiera)    | C     | Kasey Palmer        |
| 48 | Inghilterra (bandiera) | A     | Mason Burstow       |

### Staff tecnico
Aggiornato al 1° luglio 2025
- Sergej Jakirović - Allenatore
- Andy Dawson - Vice allenatore
- Marko Salatovic - Vice allenatore
- Erbil Bozkurt[13] - Allenatore Portieri
- Beri Pardo - Direttore sportivo
- Acun Ilicali - Presidente
- Tan Kesler - Vice Presidente
- Jared Dublin - Direttore Tecnico[14]